# Balya
Balya ist eine Stadt im gleichnamigen Landkreis der türkischen Provinz Balıkesir und gleichzeitig ein Stadtbezirk der 2012 geschaffenen Büyükşehir belediyesi Balıkesir (Großstadtgemeinde/Metropolprovinz). Sie liegt etwa 30 Kilometer nordwestlich des Zentrums von Balıkesir. Seit einer Gebietsreform 2013 ist die Kreisstadt flächen- und einwohnermäßig identisch mit dem Landkreis. Laut Stadtlogo erhielt Balya 1895 den Rang einer Gemeinde
Der Landkreis liegt im westlichen Zentrum der Provinz. Er grenzt im Süden an İvrindi, im Südwesten an Havran, im Westen an die Provinz Çanakkale, im Norden an Gönen und Manyas und im Osten an den zentralen Landkreis. Durch die Stadt verläuft die Straße D-555 von İvrindi nach Biga. Im Nordosten des Landkreises fließt der Manyas Çayı (auch Kocaçay oder Madra Deresi), der weiter nördlich zum Stausee von Manyas (Manyas Barajı) aufgestaut ist.
Ende 2012 bestand der Kreis aus Balya (2 Mahalles) sowie aus der Belediye Ilıca (2 Mahalles), die nach der Verwaltungsreform in Mahalles überführt wurde. Auch die 43 Dörfer in den drei Bucak Danişment (8), Ilıca (7) und Merkez (28 Dörfer) wurden in Mahalles umgewandelt.

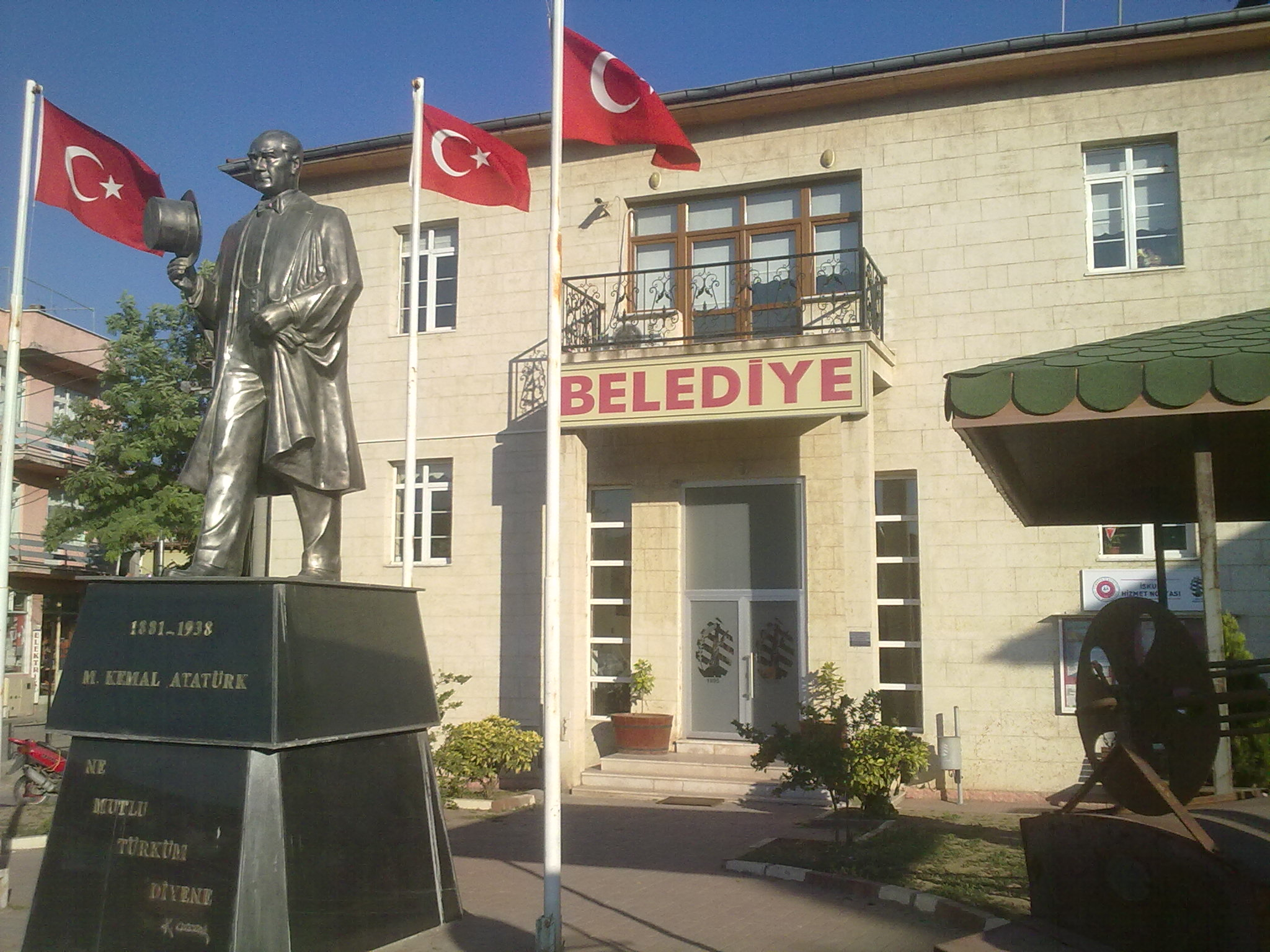
Denkmal für Mustafa Kemal Atatürk